# Tessouat
Tessouat ist der Name von wahrscheinlich drei Häuptlingen der Algonkin des 17. Jahrhunderts. Sie waren Häuptlinge der Kichesipirini auf der Isle des Allumettes. Jedoch ist diese Unterscheidung nicht gesichert, zumal nicht klar ist, welcher von ihnen als der Einäugige (Le Borgne) galt, wie er oftmals in den Quellen genannt wird.
Den ersten bekannten Vertreter dieses Namens besuchte Samuel de Champlain 1613 auf der Insel im Ottawa River. Sein wahrscheinlicher Nachfolger führte den gleichen Namen, er starb 1636, nachdem er versucht hatte, eine Koalition gegen die Irokesen zustande zu bringen und den Handel zwischen Wyandot und Franzosen zu stören. Der dritte bekannte Tessouat starb wohl 1654, wobei er vielfach mit dem zweiten Tessouat verwechselt wird. Er war eine der zentralen Figuren im Kampf zwischen Irokesen und Wyandot-Huronen, bei dem letztere um 1650 fast ausgerottet wurden. Zugleich schwankte er zwischen Anerkennung der französischen Herrschaft und Übernahme des Christentums auf der einen Seite und seinem unausgesetzten Kampf um das Handelsmonopol am Ottawa River sowie dem Festhalten an paganen Formen andererseits.

## Tessouat (um 1613)
Den ersten bekannten Vertreter dieses Namens besuchte Samuel de Champlain 1613 auf der Insel im Ottawa River; er taucht auch als Besouat in den Quellen auf.

## Tessouat († 1636)

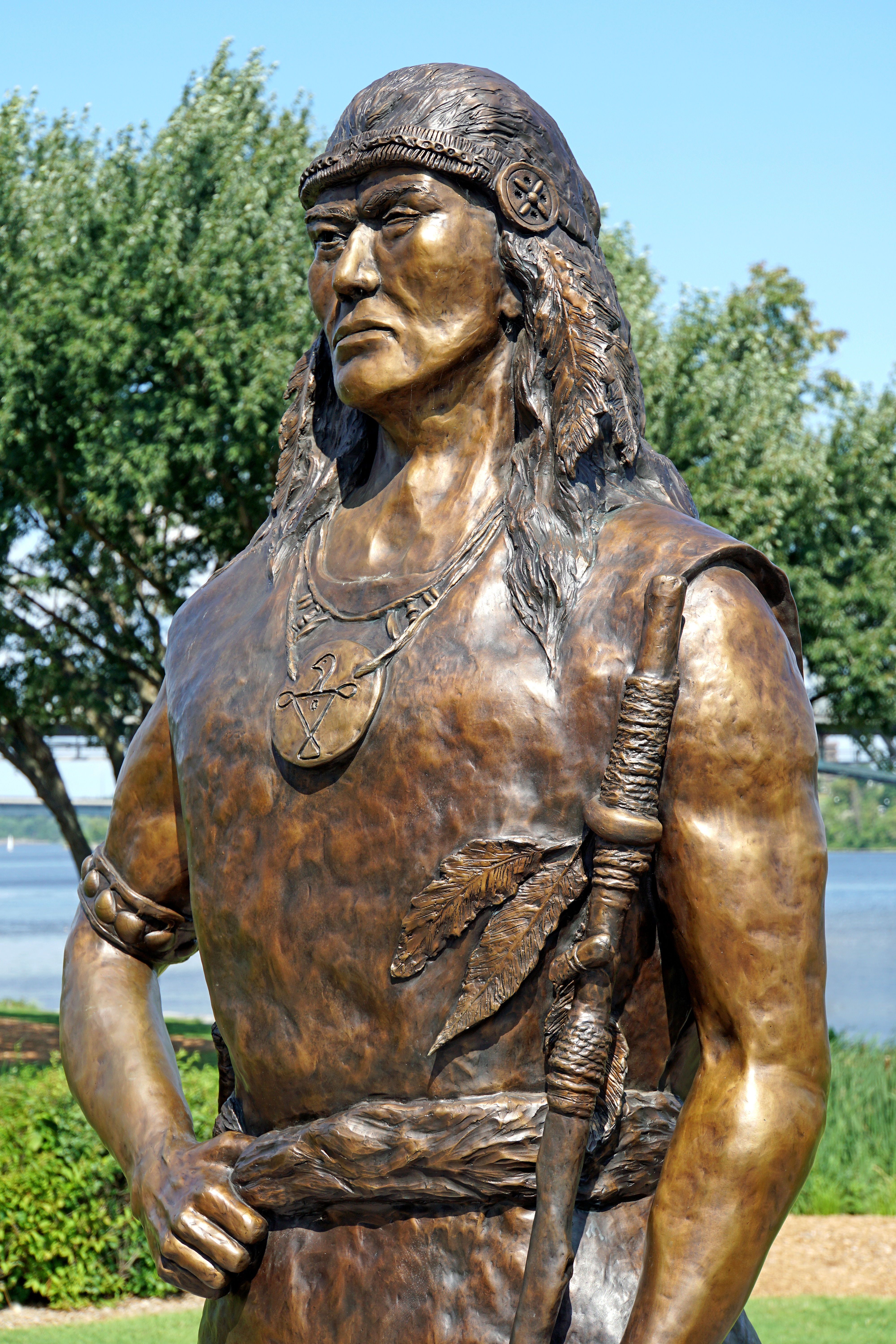
Statue in Gatineau

Schon der erste Tessouat erkannte die Gunst der Lage mitten im Ottawa, der die wichtigste West-Ost-Verbindung für den Pelzhandel darstellte. Dementsprechend verlangte er Abgaben an der einzigen Umfahrung seiner Insel, durch die er die Durchfahrt gestattete. Dies war umso leichter, als Stromschnellen an der Südseite die Durchfahrt ebenso erschwerten, wie auf der Nordseite der Insel, wo er die Durchfahrt untersagte. Darüber hinaus strebte er ein Handelsmonopol als Mittelsmann an.
Dem Franzosen Samuel de Champlain war die Bedeutung dieses Anspruchs für die französische Kolonie bewusst, und so suchte er den Häuptling 1613 auf seiner Insel auf. Er schickte zudem 1620 Jean Nicollet auf die Insel, um unter den dortigen Algonkin zu leben. 1629 zählte Tessouat zu den fünf bedeutendsten Führern der Region, doch kam die angestrebte Konföderation zu spät zustande, um die Eroberung Québecs durch die Engländer zu verhindern. Damit blieben die Franzosen, denen die Rückeroberung erst 1632 gelang, von 1629 bis 1634 aus.
Tessouat versuchte nun den wieder auflebenden Handel vom Gebiet der Wyandot (Huronen) abzulenken. Dazu streute er das Gerücht, dass die Franzosen Rache am Dorf Ihonatiria im Gebiet eines der vier Huronenstämme, der Attignaouantan (Bärennation), für den Tod von Étienne Brûlé im Jahr 1633 nehmen wollten. Auf diese Art hoffte er zudem die Jesuiten aus dem Dorf treiben zu können, in der Hoffnung, die Beziehungen zu den Franzosen zu stören, und sein Monopol durchzusetzen. Pater Jean de Brébeuf blieb jedoch im Dorf, da er den Schachzug durchschaute, und versuchte, die Attignaouantan zu beruhigen.
Derweil spitzten sich die Auseinandersetzungen mit den Irokesen zu. Anfang 1636 töteten sie bei einem Angriff 23 Männer Tessouats. Im März reiste er daraufhin rund 300 Leagues weit – was 300 Marschstunden oder 1500 km entsprach –, um selbst zu den Huronen zu gehen. Er ging mit vier seiner Leute und einem jungen Franzosen namens François Marguerie durch Schnee und Eis und versuchte unter Huronen, Algonkin und Nipissing Verbündete zu gewinnen. Dabei präsentierte er 23 Wampums, doch Tessouat versuchte erneut, die Attignaouantan auszugrenzen. Er gab ihnen keine der üblichen Geschenke, sondern enthielt ihnen sogar die Tatsache vor, dass es zu Verhandlungen gekommen war. Dabei unterschätzte er offenbar ihren Einfluss, denn am Ende verweigerten alle Huronen die Unterstützung, und auch die Nipissing, die unter den hohen Abgaben beim Handel gelitten hatten, winkten ab.
Nach den Reden, die Tessouat gehalten haben soll, rühmte er sich seiner Macht, und dass die Erhaltung seines Volkes und seiner Person die Voraussetzung für einen weiterhin gedeihlichen Handel mit den Franzosen seien. Darüber hinaus beanspruchte er, Herr der Franzosen zu sein. In einem Gespräch mit Jesuiten bezichtigte er die in seinen Augen böswilligen Attignaouantan, Étienne Brûlé und Pater Nicolas Viel nebst seinem Begleiter ermordet zu haben. Die Jesuiten ihrerseits versuchten Tessouat als Freund der Franzosen zu gewinnen und schenkten ihm zum Abschied ein Kanu und weitere Gaben.
Tessouat starb noch im Frühjahr 1636. Im August, als der Huronenhäuptling Taratouan mit einer Kanuflotte die Isle des Allumettes passieren wollte, wurde ihm die Durchfahrt so lange verweigert, bis Pater Antoine Daniel intervenierte. Offenbar war für Tessouat noch kein Nachfolger gefunden worden, so dass die Führer sich berechtigt glaubten, höhere Abgaben einzuziehen, als üblich.

## Tessouatder Einäugige(† 1654)
Ein (wahrscheinlich) dritter Vertreter des Namens Tessouat (auch Tesswehas) sagte von sich, er sei wie ein Baum – „die Menschen sind meine Äste, denen ich die Kraft gebe“. 1640–1641 überwinterten seine Leute bei Sillery und gerieten in Streit mit dem christlichen Teil der Bevölkerung. Tessouat ermutigte alle Indianer, sich vom Christentum abzuwenden. In Trois-Rivières verbot er 1642 seinen Leuten, an der Messe teilzunehmen, und zog im November nach Fort Richelieu.

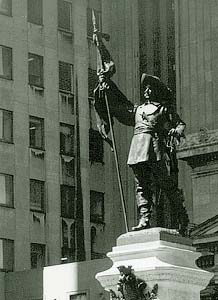
Statue Paul Chomedey de Maisonneuves in Montréal. Er gilt als Gründer der Stadt.

Im März 1643 kam er in die Siedlung Ville-Marie, das spätere Montréal. Dort traf er auf seinen Neffen Oumasasikweie und seine Frau Mitigoukwe. Die beiden waren Christen geworden und hießen inzwischen Joseph und Jeanne. Zu aller Überraschung bat Tessouat nach diesem Treffen um die Taufe, und er wollte heiraten. Die Taufe fand am 9. März statt, seine Taufpaten waren Paul Chomedey de Maisonneuve und Jeanne Mance. Sie gaben dem Häuptling den Namen „Paul“. Madame de Puiseaux und Madame Chauvigny de La Peltrie waren die Taufpaten seiner Ehefrau, die den Namen „Magdelaine“ erhielt. Maisonneuve schenkte Tessouat eine Arkebuse und belehnte ihn, nachdem er den Wunsch geäußert hatte, in seiner Nähe zu wohnen, mit Land, das zwei Männer bearbeiten sollten. Nach den Berichten der Jesuiten wurde der Häuptling freundlich und bescheiden, und er predigte und ermunterte seine Leute, Christen zu werden. Dennoch unterstützte er 1644 einen Medizinmann namens Pigarouich. Er überwinterte von 1644 auf 1645 in Montréal, ging jedoch danach nach Trois-Rivières. Da ihm zu Ohren gekommen war, dass die Franzosen 1645 einen Frieden zwischen christlichen Algonkin und den Irokesen vermittelt hatten, fürchtete er Angriffe auf seine Leute.
Tessouat, der als einer der bedeutendsten Redner galt, hielt 1646 Ansprachen bei den Verhandlungen mit den Irokesen, bei denen er seinem Misstrauen gegenüber den Franzosen Ausdruck gab. Obwohl Geschenke ausgetauscht wurden, wurde er im August mit seinen Leuten auf dem Rückweg überfallen. 1648 beschwerte sich der Häuptling in Sillery, dass nichtchristliche Algonkin dort keinen Schutz gegen die Irokesen erhielten.
Nicolas Perrot schrieb über Tessouat, dass er als der Schrecken aller Völker galt, selbst der Irokesen. Als die Huronen 1650 vor den Irokesen flohen, gestattete ihnen ein französischer Priester das Passieren der Insel, ohne Abgaben zu entrichten. Dies begründete er damit, dass die Franzosen die Herren aller Nationen seien. Tessouat zwang daraufhin die Flüchtlinge mit seinen 400 Kriegern vor ihn zu treten. Dann wies er seine Leute an, den Priester an einen Baum zu hängen. Trotz dieses Vorfalls wagte es Tessouat, in die französische Kolonie zu fahren. Gegen den Widerstand seiner Wachen wurde er für mehrere Tage in ein Verlies geworfen. Er starb, angeblich als Christ, 1654 in Trois-Rivières. In den Quellen wurde er vielfach als der Einäugige (Le Borgne) bezeichnet.